# 伽卢斯
伽卢斯（英語：Cornelius Gallus），（前70年—前26年）。古罗马政治家、演说家与诗人，出生于意大利。早年即生活于罗马城，后开始著述并发表演说辞，同时他亦积极参加政治活动，曾在古罗马闻名一世。前30-前26年担任埃及总督。公元前26年于政治斗争中死去。

## 扩展阅读
- 本条目包含来自公有领域出版物的文本: Chisholm, Hugh (编).  (第11版). London: Cambridge University Press. 1911.